# Pitcairnia secundiflora
Pitcairnia secundiflora är en gräsväxtart som beskrevs av Lyman Bradford Smith. Pitcairnia secundiflora ingår i släktet Pitcairnia och familjen Bromeliaceae. Inga underarter finns listade i Catalogue of Life.